# Anton Francesco Doni
Anton Francesco Doni (1513 Florencie – červenec 1574 Monselice) byl italský spisovatel, básník, nakladatel a hudebník. Svým manýristickým dílem se řadí ke škole concetismu. Historicky zajímavé jsou jeho poznámky o italském hudebním životě v 16. století.

## Životopis
Doni se narodil v rodině výrobce nůžek. Jako mladík vstoupil do kláštera pod jménem Fra Valerio, ale v roce 1540 uprchl přes Janov, Alessandrii a Pavii do Milána, kde byl hostem markýze ze Soncina. Na přání svého otce začal v roce 1543 studovat práva, více než věda ho však zajímalo umění. Založil v Miláně Accademia Ortolana, akademii básníků, malířů a hudebníků, která však byla na popud církve zrušena kvůli publikacím, jež byly považovány za pohoršující. Aby se rehabilitoval a získal místo u piacenzského biskupa, napsal hudebně-teoretický Dialogo della musica, který vydal v Benátkách v roce 1544. Jeho práce však byla kritiky hodnocena negativně.
Po pobytu v Římě se Doni vrátil na dva roky do Florencie, jeho snaha získat ochranu Cosima II. de' Medici však ztroskotala. Stal se nakladatelem a založil tiskárnu s vypůjčeným inventářem, což nemělo komerční úspěch. V Benátkách, kde se po další cestě do Říma pokusil prosadit, se po vzoru Pietra Aretina dopustil vydírání literárními pomluvami. Aretino považoval Doniho za konkurenta, a nakonec si vynutil jeho vyhoštění. Po pobytu v Anconě, Pesaru a Ferraře skončil jako básník a zpěvák v Monselice u Padovy.

## Dílo
Doniho literární dílo zahrnuje množství příležitostných prací, z nichž každá měla praktický účel. Ačkoli byl milovníkem hudby a instrumentalistou a pravděpodobně také komponoval, po dokončení svých hlavních spisů se již hlubšímu vědeckému zájmu nevěnoval. Dialogo della musica má velkou hudebně-historickou hodnotu jako pramenný text; obsahuje četné komentáře k italské hudbě 16. století, k instrumentální hře – zejména k praxi hry na violu a varhany – a k hudebnímu životu své doby. Dílo vzniklo podle vzoru sbírky novel Il Decamerone (1350–1353) Giovanniho Boccaccia: společnost se scházela, aby zpívala čtyřhlasé a osmihlasé madrigaly. První večer zazněly mimo jiné skladby Claudia Veggia, Vincenza Ruffa, Giovanniho Battisty Riccia, Jakoba Arcadelta a Girolama Parabosca, druhý večer skladby Perissone Cambia, Jacqueta de Berchem, Adriana Willaerta, Cypriana de Rore, Jakoba Buuse a dalších představitelů madrigalového umění.
La Libraria a La seconda Libraria (1550/1551) byly bibliografické práce, v nichž Doni podával přesný popis dostupných italských knih a rukopisů o hudbě. Poskytl také informace o systému akademií a historický nástin všech v té době existujících akademií. Zanechal po sobě také autobiografii a četné publicistické práce.
Doni si úsudku svých současníků všímal jen málo nebo vůbec. Jeho pamflety namířené proti řadě veřejných osobností vedly dokonce k tomu, že ho nositel Nobelovy ceny Giosuè Carducci považoval za „ostudu naší [italské] literatury“ („vergogna delle nostre lettere“). Carl Friedrich Flögel ve své knize Geschichte der komischen Litteratur (1785) zdůraznil satirické a manýristické prvky jeho díla.
„Jestli někdy existoval zvláštní spisovatel, pak to byl Doni. Přídomek Bizarro, který přijal v akademii Peregrini, dokonale vystihuje jeho povahu; byl to totiž člověk, který si jak ve své poezii, tak v prozaických dílech vybíral velmi podivné cesty. Jeho vynálezy a concety byly bláznivé a rozmarné nápady, jimiž se snažil získat zvědavost a potlesk čtenářů, kteří byli tehdy takovými věcmi nadšeni. Mezi množstvím burleskních slovních obratů lze nalézt neméně podivuhodné stopy jeho dobré hlavy a hlubokého rozhledu ve vědách, které se snoubí s živým stylem psaní a všude jsou protkány satirickými nápady.“
Carl Friedrich Flögel

## Česká vydání
- Novella milostná – in: 1000 nejkrásnějších novel... č. 50, úvod František Sekanina, z Ernstovy sbírky staroitalských novell přeložil Jiří Prošek, s. 99–100. Praha: J. R. Vilímek, 1913